# ديفيد ويزلي بول
ديفيد ويزلي بول هو سياسي كندي، ولد في 15 فبراير 1856 في Warwick, Ontario ‏ في كندا، وتوفي في 24 يونيو 1933 في وينيبيغ في كندا. نشط حزبياً في الحزب الليبرالي الكندي. وقد انتخب عضو مجلس العموم الكندي.